# Nati nel 1994
| Questa pagina contiene informazioni ricavate automaticamente dalle voci biografiche con l'ausilio del template Bio e di un bot. L'aggiornamento è periodico e automatico e ricostruisce completamente la pagina. Se manca una persona in questa lista, sei pregato di non aggiungerla, ma accertati piuttosto che la sua voce biografica contenga il template Bio e che i dati anagrafici siano correttamente compilati. Se il template Bio manca, inseriscilo tu stesso o, in alternativa, metti l'avviso {{tmp\|Bio}} che ne segnala la mancanza. Se i dati riportati sono sbagliati, correggi direttamente la voce biografica; le modifiche saranno visibili in questa lista entro pochi giorni. Per chiarimenti vedi il progetto biografie. La lista contiene solo le 5.774 persone che sono citate nell'enciclopedia e per le quali è stato implementato correttamente il template Bio. Pagina aggiornata al 18 ago 2025. |

## Senza giorno specificato(41)
- Kesewa Aboah, modella e artista britannica
- Ziggy Alberts, cantante, produttore discografico e ambientalista australiano
- Najwa Alimi, giornalista e attivista afghana
- Jonas Benyoub, rapper e cantante norvegese
- Jonathan Berlin, attore tedesco
- Ibrahim Bunduka, lottatore sierraleonese
- Cri6, ballerino marocchino
- Benedikt Englmann, giocatore di football americano tedesco
- Philip Froissant, attore tedesco
- Robin Gavelin-Miranda, giocatore di football americano svedese
- Libby Gibson, ex sciatrice alpina statunitense
- Pierre Hilderald, giocatore di football americano francese
- Marek Hruboň, giocatore di football americano ceco
- Johannes Jauhiainen, giocatore di football americano finlandese
- Karoline Ekse Jenssen, ex sciatrice alpina norvegese
- Marc Jornet Sanz, spagnolo
- Tauhiti Keck, calciatore francese
- Kateřina Kotrlová, ex sciatrice alpina ceca
- Tamara Lawrance, attrice britannica
- Caroline Lind, cantante danese
- Anna Lundberg, attrice svedese
- Daniel Lundh, attore e scrittore francese
- Jak Malone, attore teatrale britannico
- Filip Miler, ex giocatore di football americano serbo
- Anthony Naciuk, ex sciatore alpino canadese
- Simmy, cantante sudafricana
- Kirsti Nirhamo, giocatrice di football americano finlandese
- Ken Nwadiogbu, artista, attivista e fotografo nigeriano
- Francesco Padovani, hockeista su prato italiano
- Suvi Partanen, giocatrice di football americano finlandese
- Martin Quinn, attore britannico
- Jan Rauš, giocatore di football americano ceco
- Kamil Roba, giocatore di football americano ceco
- Noemi Rüsch, ex sciatrice alpina svizzera
- Paul Sauter, ex sciatore alpino tedesco
- Georgina Schwiening, triatleta e maratoneta britannica
- Tilly Smith, britannica
- Sun Peiyuan, astronomo cinese
- Alice Urciuolo, scrittrice e sceneggiatrice italiana
- Jérome Valbon, giocatore di football americano francese
- Stephanie Wyant, giocatrice di football americano britannica